# Фрайамт (Шварцвальд)
Фрайамт (нем. Freiamt) — община в Германии, в земле Баден-Вюртемберг.
Подчиняется административному округу Фрайбург. Входит в состав района Эммендинген. Население составляет 4217 человек (на 31 декабря 2010 года). Занимает площадь 52,92 км².
Коммуна подразделяется на 5 сельских округов.